# Pernil

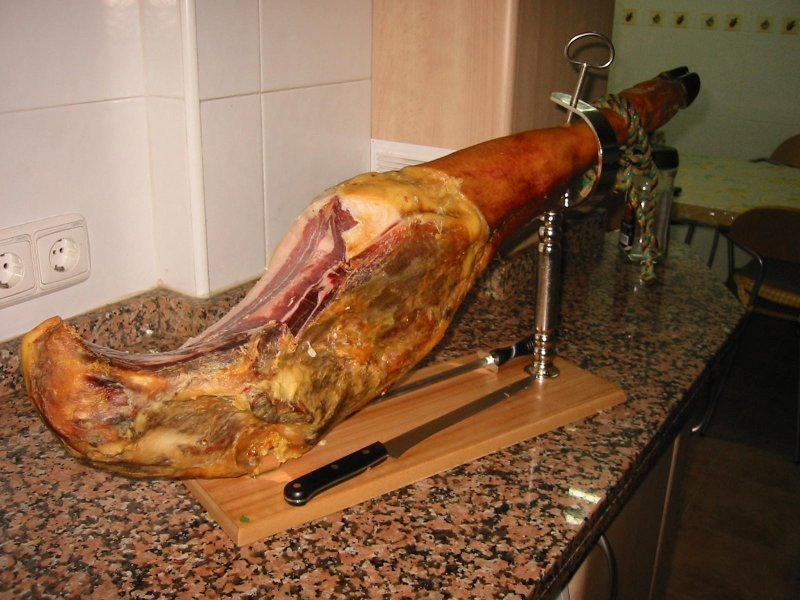
Cuixa de porc. És un aliment energètic gràcies al greix i a les proteïnes. és salat, rentat, assecat i amb la maduració esdevenen un seguit de reaccions característiques, afavorides per lactobacils, en un ambient adequat d’humitat i de temperatura. Aquest procés dura si fa no fa un any. Hi ha diverses denominacions d’origen reconegudes.

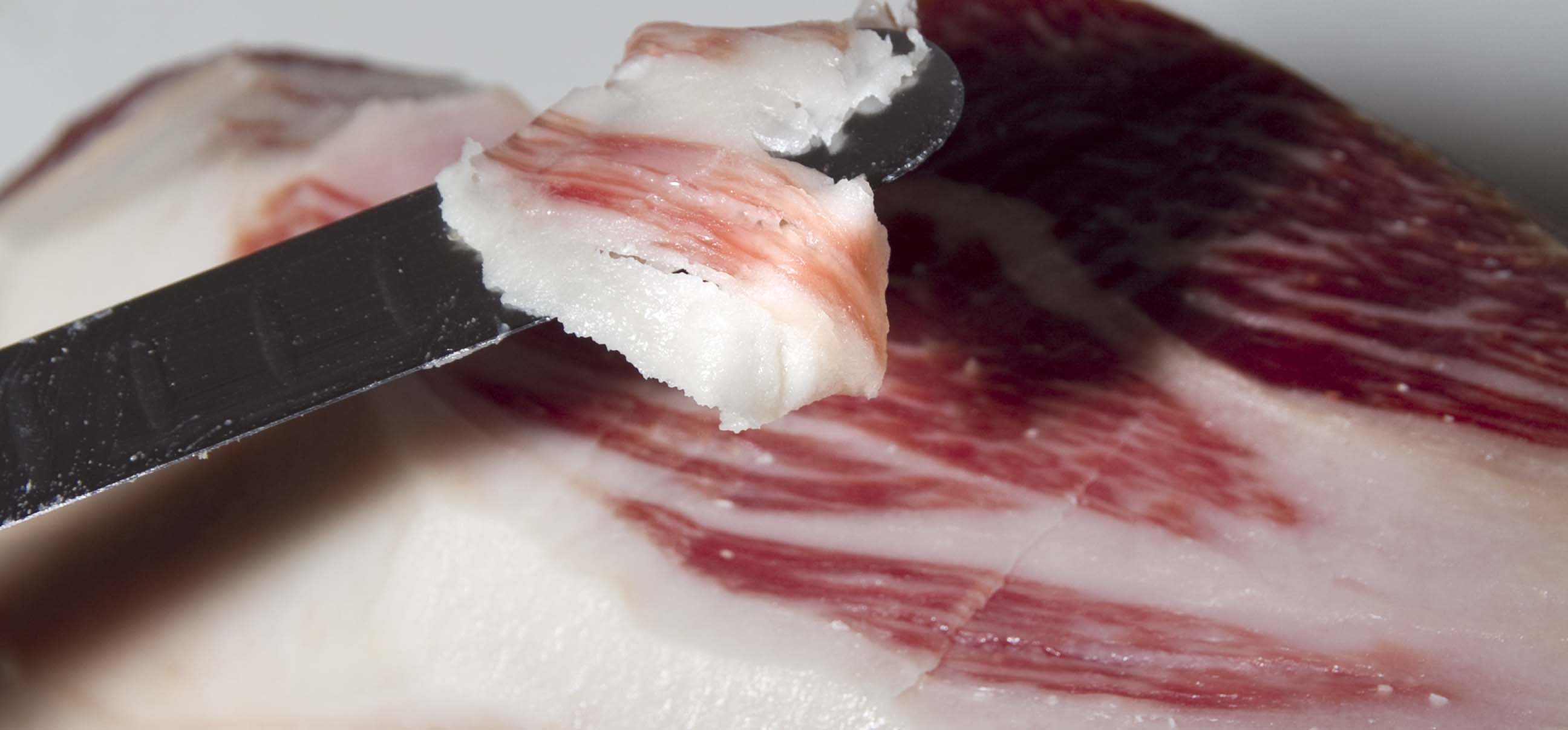
Pernil ibèric de gla

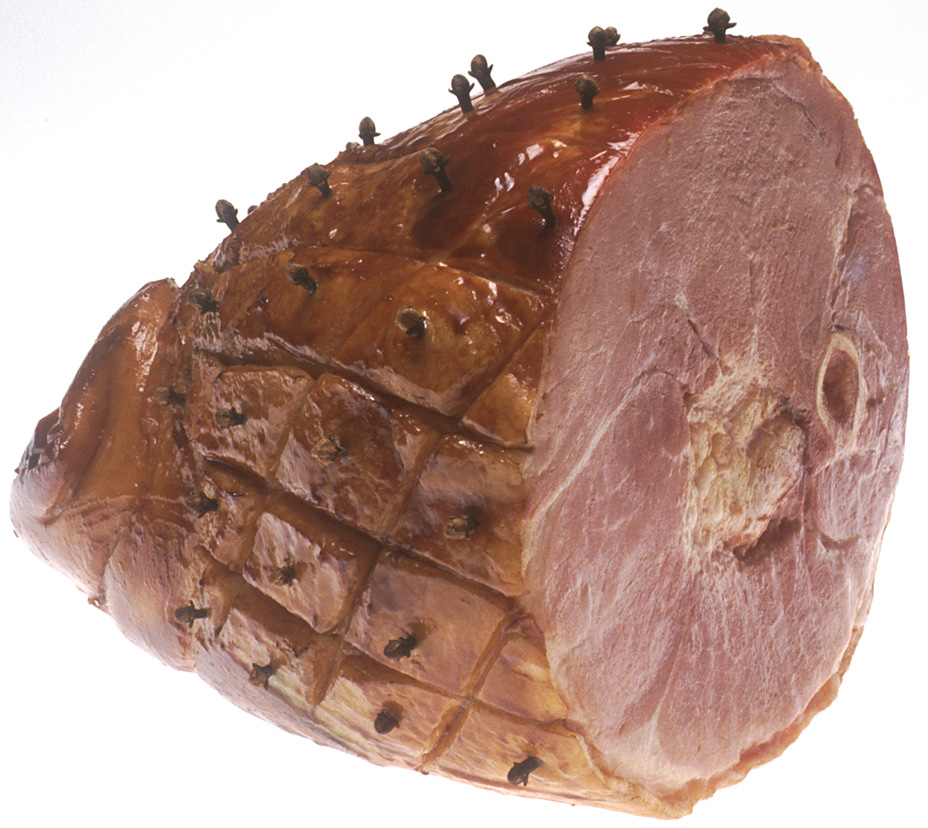
Pernil dolç. És un tipus de pernil desossat, assaonat, nitrificat i cuit. Hom pot fumar-lo o afegir-li espècies i condiments, és una carn freda.

El pernil, perna, cuixot, camallot, gambajó (dialectalment pernill, camaiot; cambajó) és el nom genèric del producte obtingut de les potes posteriors del porc, salat en cru i adobat de manera natural. S'elabora en dues varietats principals: el pernil cuit (dit per calc del castellà pernil dolç o pernil de York) i el pernil salat (o pernil serrà per calc del castellà i pernil de muntanya seguint el francès).
El pernil salat es produeix en molts països, entre els quals hi ha el País Basc, Espanya, Occitània, Portugal, Itàlia i els Països Catalans. A  Girona hi ha grans companyies, sobretot situades a la Garrotxa, que acaparen aquest mercat: Noel, Ventulà, Boadas 1880, Costa Brava  Espuña, Porxas…  Les dues varietats més conegudes i venudes internacionalment són el jamón español (jamón ibérico, jamón serrano) i el prosciutto italiano (prosciutto di Parma, prosciutto di San Daniele, prosciutto di Carpegna, prosciutto di Modena, prosciutto toscano, prosciutto veneto Berico-Euganeo, Valle d'Aosta Jambon de Bosses, prosciutto di Norcia, prosciutto cotto…). El pernil ibèric es produeix i és un dels productes típics d'Espanya i es diferencia de la resta en la raça del porc i la forma d'envelliment del producte.
El pernil cuit es fa arreu del món, especialment a França, però també a Catalunya.
De cada porc surten dos pernils. Se'n fan arreu dels Països Catalans i occitans, tret de les illes Balears, perquè a les terres humides i caloroses no es pot conservar i es fa malbé, les condicions climàtiques no ho permeten.
Els primers porcs (Sus scrofa domestica) ja apareixen a la primeria del Neolític. Les races actuals són el resultat de llargs processos de selecció, adaptació a les condicions ambientals de cada indret i barreja de diferents varietats. Tampoc no es pot descartar el paper jugat per la hibridació amb porcs senglars autòctons.
Grecs i romans ja els salaven. El primer esment del pernil data de l'Imperi Romà, a finals del segle II aC, on ja es recollien les pràctiques de l'època pel que fa a la seva elaboració. Les recomanacions d'aquella època encara són vigents, i el procés actual d'elaboració del pernil serrà reprodueix, en termes generals, el mètode tradicional.
Pels romans els millors pernils eren els de la Cerdanya i els Menapi del nord de les Gàlies. Els pernils de la Cerdanya ("pernac cerretanae") van ser exalçats sovint pels romans, en parlaren d'ells entre altres el geògraf Estrabó i també Polibi i el poeta Marcial (“Que em serveixin perna del país dels cerretans o que me n'enviïn, tant se val, del país dels menapis; i que els golafres devorin el gambajó!”). En temps de l'emperador Dioclecià una lliura romana (326 g) de pernil Menapi o Ceretà costaven 20 denaris, l'equivalent al sou diari d'un pagès. A Tarraco s'hi trobà un pernil fossilitzat de gairebé dos mil anys d'antiguitat.
El pernil és un producte registrat com a especialitat tradicional garantida (ETG) per la Unió Europea.

## El pernil i els seus noms
El pernil, com és la cuixa posterior del porc adobada i salada, el seu nom en algunes comarques- de l’ Empordà al País Valencià- és cuixot. A la Catalunya Nord és gambajó o cambajó (mot que prové de l’ occità cambajon), pernill a la Cerdanya i “camon” a les Balears (pronunciació a que prové del francès jambon, de jambe, cuixa o cama). També el pernil pot ser fet amb l´espatlla, i llavors pot rebre el nom d'espatllot en alguna comarca com l'Empordà, Pla de l´Estany, etc. Finalment, hom distingeix entre pernil salat del pernil cuit que no és dolç, i pot tenir més sal que el salat. A la Catalunya Nord el pernil cuit és anomenat també “jambon blanc” i “jambon de París”.
El nom del pernil per estats on es produeix:
- En alemany, Schinken.
- En italià, prosciutto (salat) i prosciutto cotto (dolç).
- En francès, jambon cru/jambon (sec) de montagne (salat) i jambon cuit (dolç).
- En castellà, jamón serrano/jamón de montaña (salat) i jamón york (dolç).
- En portuguès, presunto (salat).
- En basc, urdaiazpiko ondua (salat).
- En occità, cambajon sec (salat), cambajon cuèch/cuèit (dolç).
- En anglès, cured ham (salat) o York/boiled ham (dolç).

## Pernil espanyol
El pernil espanyol és de dues menes: l'ibèric i el serrà. L'ibèric és un pernil provinent de porcs de raça ibèrica, originària de la península Ibèrica, mentre que el serrà prové d'un porc blanc que es pot trobar en altres països. El jabugo, de Huelva, és un tipus de pernil ibèric. El porc ibèric s'alimenta a base de pinsos rics en àcids oleics, mentre que el serrà no, fet que repercuteix directament sobre el gust de la carn. El porc blanc es cria en naus mentre que el porc ibèric de brida verda, vermella i negra es cria al camp. L'elaboració del pernil ibèric és molt més artesanal i es cura en assecadors naturals, mentre que el pernil serrà, en general, es cura en assecadors artificials.
Les diferents designacions segons el maneig i l'alimentació, són les següents:
- Pernil de gla, és aquell animal que s'alimenta de glans i pastura, , sense aportació de pinso suplementari, en les condicions de maneig que se estableixen en el RD 4/2014, de 10 de gener. Tot això fins a arribar al pes necessari.
- Pernil d'engreix, és un animal que rep durant la fase d'esquer una alimentació a base de pinsos amb cereals i  lleguminoses, i el seu maneig es faci en explotacions extensives o intensives a l'aire lliure, i poden tenir una part coberta d'acord amb el que se estableixen en el Reial Decret esmentat.
- Pernil d'engreix a camp: a més d'aprofitar els  recursos de la pastura, els porcs han estat  alimentats amb pinsos, formulats fonamentalment amb cereals i  lleguminoses, i el seu maneig es faci en explotacions extensives o intensives a l'aire lliure, i poden tenir una part coberta d'acord amb el que se estableixen en el Reial Decret.

Hi ha, però, altres diferències, ja que són diferents pel color i la peülla: la carn del pernil serrà té un to vermell pàl·lid o rosat; en canvi, la del pernil ibèric és d'un vermell més intens (de fet, com més ibèric sigui –és a dir, més del 75% ibèric–, més color de vi negre tindrà el pernil); i pel que fa a la peülla en el pernil serrà és blanca, mentre que en el pernil ibèric és negra. Pel que fa al temps, el pernil serrà li calen nou mesos de curació per considerar-lo tipus 'Celler', dotze mesos per ser 'Reserva' i quinze mesos per ser un 'Gran Reserva'. En canvi, en el pernil ibèric el temps mínim de curació són 24 mesos.
La Norma de Qualitat dels Productes Ibèrics com el pernil ibèric, l'espatlla  ibèrica, la canya i llom ibèric  elaborats  i els productes procedents de l'especejat de la canal que es comercialitzen en fresc està regulada per el Reial decret 4/2014, de 10 de gener.
El pernil serrà es denomina així perquè s'assaona en clima de serra, fred i sec. De vegades rep el nom també de pernil blanc, a causa del color de la pell de l'animal. Es fa principalment a Terol, Granada i Salamanca.

## Denominacions d'origen

### Espanya
- Pernil de Huelva (de Jabugo)
- Pernil de Terol
- Pernil ibèric de Los Pedroches
- Pernil blanc de Trevélez

### Itàlia
- Pernil de Parma
- Pernil de Mòdena
- Pernil de la Vall d'Aosta

### País Basc
- Pernil de Baiona

### Portugal
- Pernil d'Alentejo

### França
- Pernil de Luxeuil
- Pernil de París

### Alemanya
- Pernil de la Selva Negra
- Pernil de Westfàlia

### Bèlgica
- Pernil d'Ardenne (a no confondre amb el Pernil sec de les Ardennes)

## Efectes sobre la salut
Com a carn processada, hi ha hagut la preocupació pels efectes que podia causar sobre la salut el consum de pernil. Un estudi de metanàlisis de 2012 ha mostrat una correlació estadísticament rellevant entre el consum de carn processada i el risc de càncer de pàncrees, amb unes dades en què posen sobre la taula que un augment del consum per dia que comporta un augment del risc del 19 %.
Això recolzava estudis anteriors, inclòs l'estudi de 2007 Alimentació, nutrició, activitat física i prevenció del càncer: una perspectiva mundial, realitzat pel Fons Mundial per a la Recerca del Càncer i l'Institut Americà per a la Recerca del Càncer, que va revisar més de 7.000 estudis publicats a tot el món. Entre les recomanacions figurava que, excepte en molt estranyes ocasions, la gent hauria d'evitar menjar pernil o altres carns processades; productes carnis curats, fumats, salats o conservats químicament, com a bacó, frankfurts, salsitxes, salami i el pastrami. L'informe afirma que una vegada que un individu assoleix el límit setmanal de carn vermella, cada 48 grams de carn processada consumida al dia augmenta el risc de càncer en un 21 %.
Un cohort europeu de 2013 també va correlacionar positivament el consum de carn processada amb una major mortalitat per totes les causes, amb una estimació que el 3,3% de les morts entre els participants podrien haver-se evitat consumint una mitjana de menys de 20 grams de carn processada al dia durant el transcurs de l'estudi.